# Мансуров, Павел Андреевич
Па́вел Андре́евич Мансу́ров (фр. Paul Mansouroff; 2 [14] марта 1896 — 2 февраля 1983) — французский художник русского происхождения, один из представителей русского авангарда.

## Биография
Родился 2 марта 1896 года в Санкт-Петербурге, был сыном певчего в церковном хоре.
С 1909 года учился в Центральном училище технического рисования (ныне Санкт-Петербургская художественно-промышленная академия) — изучал гравюру и офорт под руководством В. В. Матэ. В 1912 году поступил в Рисовальную школу Императорского общества поощрения художеств, где учился у Н. П. Химоны и П. С. Наумова. По окончании школы, в 1915 году, был мобилизован в армию и отправлен на фронт. Служил в 1-м авиационном полку и в Управлении военно-воздушного флота РИА.
В конце 1917 года вернулся в Петроград, где познакомился с В. Е. Татлиным, К. С. Малевичем, М. В. Матюшиным. Создавал декорации и костюмы для артистического кабаре «Привал комедиантов», написал свои первые абстрактные картины. В 1918 году обратился за поддержкой к А. В. Луначарскому. По приглашению Татлина некоторое время работал в его мастерской в Москве. По возвращении в Петроград, осенью 1918 года, участвовал в праздничном украшении Исаакиевской площади к 1-й годовщине революции и в оформлении первой постановки спектакля «Мистерия-буфф» В. В. Маяковского в декорациях Малевича.
В конце 1919 года приехал к родителям в Казань в связи со смертью брата. Согласно архиву КГБ Республики Татарстан, постановлением Татарской ЧК от 7 августа 1920 года Мансуров за дискредитацию советской власти был осуждён на три месяца лагерных принудительных работ, но срок не отбывал (несколько недель провёл в тюрьме) и был освобождён из-под стражи. С осени 1920 года руководил мастерской на живописном факультете Казанского художественного училища.
Вернулся в Москву и в 1921 году организовал выставку художников всех направлений для делегатов 3-го Конгресса III Интернационала, на которой показал и вертикальные абстрактные композиции на досках. В 1923 году участвовал в создании Государственного института художественной культуры (ГИНХУК) в Петрограде и возглавил его экспериментальный отдел, одновременно работал во ВХУТЕИНе. Участвовал в Выставке петроградских художников всех направлений (1923); выставлялся за границей — в 1-й Русской художественной выставке в Берлине (1922) и 14-м Международном бьеннале в Венеции (1924).
25 декабря 1925 года в Ленинграде, во время последнего приезда туда Сергея Есенина, Мансуров, знакомый с ним с юношеских лет, навестил поэта в гостинице «Англетер». С покойным Есениным он провёл в морге последнюю ночь с 28 на 29 декабря, сделал зарисовку (этюд маслом на холсте в 1928 году был приобретён Музеем Есенина). В 1926 году в ГИНХУКе создал мемориал Сергею Есенину, сочетающий фотографии поэта с реальным крестьянским костюмом, кусочками коры и раскрашенными досками. В 1926 году в связи с идеологической кампанией, нацеленной на закрытие ГИНХУКа, Мансуров подвергся нападкам в официальной печати.
В августе 1928 был командирован Всесоюзным обществом культурной связи с заграницей в Италию для устройства персональной выставки, откуда в Россию не вернулся. В 1929 году провёл выставку в галерее Bragaglia в Риме и участвовал в Венецианском бьеннале, где получил серебряную медаль за театральные эскизы для балетов С. П. Дягилева. В июне 1929 года переехал в Париж. Из-за падения интереса общества к абстрактному искусству, временно оставил живопись и обратился к декоративно-прикладному творчеству. Работал в ателье у Леонида Кудина, позже начал самостоятельно исполнять рисунки тканей для домов высокой моды Patou, Chanel, Lanvin и других. В 1930-х годах жил на Монпарнасе, вращался в кругу русской эмиграции. До Второй мировой войны участвовал в выставках русских художников в галереях Zak (1930) и d’Alignan (1931), в салоне Сверхнезависимых (1934), в 6-м триеннале искусств в Милане (1936), во Всемирной выставке в Париже (1937), салоне Тюильри (1939) и в объединённом «Салоне 1940» во дворце Шайо (1940).
Пробудившийся после войны интерес к русскому авангарду 1910—1920 годов вдохновил Мансурова на возврат к прежней живописи, вернувшись к абстрактному искусству. В 1957 году показал свои работы на выставке «50 лет абстрактного искусства» в галерее Крез в Париже; провёл персональные выставки во многих европейских городах — Франкфурт-на-Майне (1961), Канны (1962, 1965), Берлин (1963), Милан (1963, 1967, 1975, 1979), Париж (1968, 1971, 1972—1974), Ницца (1974), Генуя (1974) и других.
В последние годы много жил в Ницце, где умер 2 февраля 1983 года в госпитале Пастера.
В 1995 году в Государственном Русском музее прошла выставка, на которой с творчеством Павла Мансурова могли познакомиться его соотечественники. В 2006 году этот же музей выпустил мультимедийный диск «Павел Мансуров» (в серии «Русский художник»).